# Steinrichter

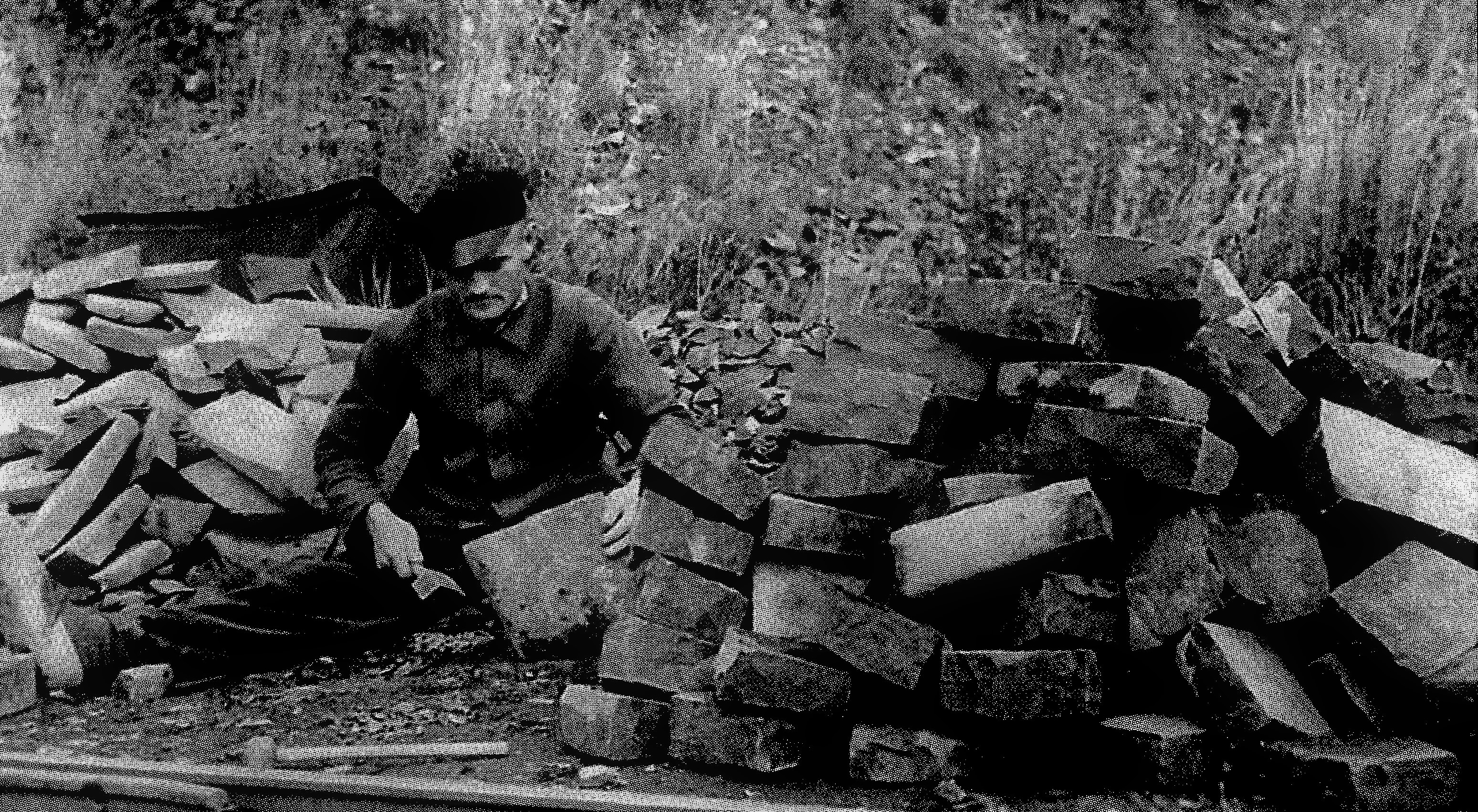
Steinrichter in der Rhön bei der Herstellung von Randsteinen

Steinrichter war ein Beruf in Steinbrüchen zur Herstellung von Natursteinpflaster hauptsächlich aus Basalt, aber auch aus Granit, Gneis, Grauwacke und Porphyr.
Es war kein Ausbildungsberuf. Die Arbeiter wurden angelernt und übten die Tätigkeit nach einem nicht festgelegten Zeitpunkt dann aus, wenn sie nach Meinung des Arbeitgebers entsprechend befähigt waren. Wichtig für den Steinrichter war die Beurteilung des Gesteins und die richtige Handhabung der Werkzeuge. Durch Erfahrung musste er erkennen, welche Steine sich gut spalten lassen.
Entsprechende Steine wurden mit einem großen Spalthammer auf entsprechende Breiten vorgespalten, und danach wurden die Steine mit einem Richthammer auf einem „Amboss“, wozu ein mit Sand gefülltes Fass diente, in die gewünschte Form und Größe gebracht. Übliche Größen waren 8/10, 12/14 und 14/16 cm. Dabei bedeutete das Maß 8/10, dass der Stein zwischen 8 × 8 und 10 × 10 cm groß sein durfte, wobei er nach unten konisch verlief. Steinrichter stellten von diesem Format ungefähr 500 Steine in einer Schicht her. Bezahlt wurden sie in der Regel mit einem Akkordlohn.
1936 wurde von Steinrichtern ungefähr 3.690.000 Tonnen Pflaster produziert, was 10 Prozent der Gesamttonnage der deutschen Hartsteinindustrie entsprach. Der Beruf wurde bis in die 1950er Jahre ausgeübt, zuletzt hauptsächlich in kleineren Steinbrüchen.